# آکتاش داگ
آکتاش داگ (به ترکی استانبولی: Aktaş Dağı) یک کوه در مرز ایران-ترکیه است. آکتاش داگ ۲٬۷۱۵ متر بالاتر از سطح دریا واقع شده‌است.